# Ratnici milosrđa
Ratnici milosrđa je knjiga koja govori o bugarskim časnicima i vojnicima koji su poginuli na hrvatskom tlu u završnim operacijama Drugoga svjetskoga rata.
"Ratnici milosrđa" je djelo koje govori o odnosima i dubokim vezama hrvatskog i bugarskog naroda u vrijeme Drugog svjetskog rata. Knjigu je napisala Diana Glasnova, bugarska novinarka koja izvještava iz Hrvatske od 1996. godine za bugarske medije. Na knjizi je radila tri godine. Na istraživanje i pisanje potakao ju je neistiniti članak objavljen u Vjesniku 2002. godine, a koji je pripadnike Bugarske vojske prikazivao kao zločince, ubojice, fašiste...
Na hrvatskom je objavljena 2009. godine, a 2011. prevedena je na bugarski jezik. Autorica Diana Glasnova, za što je pretražila bugarske, hrvatske, ruske i ukrajinske arhive u potrazi za povijesnim i činjeničnim materijalima koji će dokazati istinu, proputovala Hrvatsku i Bugarsku radi susreta sa živim svjedocima koji nisu htjeli zaboraviti što su sve proživjeli, radi saznavanja istine, namjerno iskrivljavanu i prikrivanu: "Kakva je bila uloga Bugarske vojske na području Hrvatske u Drugome svjetskome ratu?" Uloga i ponašanje Bugara za vrijeme Jugoslavije bila je predmetom krivotvorina i iskrivljavanja jugoslavenske historiografije koja je bila izrazito protubugarska. Te se laži ponavljaju sve do danas (stanje 2015.): da je Bugarska vojska bila banda razbojnika, lopova i silovatelja.
U Ratnicima milosrđa potanko su raščlanjeni odnosi hrvatskog i bugarskog naroda u vrijeme Drugog svjetskog rat, počevši od prikaza odnosa NDH i Bugarske, osovinskih saveznika. Bugarska nije nikad objavila rat, niti vodila oružane borbe sa SSSR-om. Kako je Crvena armija naprjedovala na istoku, uskoro je rujna 1944. godine ušla u Bugarsku te se Bugarska uključila u ratne operacije protiv Trećeg Reicha. Neizbježno je bilo ratovanje u susjedstvu, na području bivše Jugoslavije. Bugarska prva armija vodila je žestoke sukobe na srijemskom bojištu. Pravac naprjedovanja bio je prema Sloveniji, Klagenfurtu i Dravogradu, u istom pravcu kamo su se povlačile brojne kolone vojske NDH i civila. Autorica je istraživala bugarske vojne arhive te je pronašla brojna svjedočanstva o humanim postupcima bugarskih jedinica prema hrvatskim civilima i zarobljenim vojnicima, što se protivilo jugokomunističkim mitovima koji su imali za cilj stvaranje negativne slike o bugarskom narodu za vrijeme Hladnoga rata, ali i razbijanja izvrsnih hrvatsko - bugarskih veza. Izvješća su potvrdila da su bugarski časnici i dočasnici uvijek postupali sukladno Ženevskoj konvenciji.
Knjiga je dobila posebnu pohvalu predstavnika bugarskog Ministarstva obrane.